# Cariaco (Venezuela)
Pour les articles homonymes, voir Cariaco.
Cariaco est le chef-lieu de la municipalité de Ribero dans l'État de Sucre au Venezuela. Sa population s'élève à 15 139 habitants.